# Inga ursi
Inga ursi är en ärtväxtart som beskrevs av Henri François Pittier. Inga ursi ingår i släktet Inga och familjen ärtväxter. Inga underarter finns listade i Catalogue of Life.